# Камавосян, Майрануш Пилипосовна
Майрануш Пилипосовна Камавосян (род. 1926 год) — звеньевая колхоза «Арагац» Эчмиадзинского района Армянской ССР. Герой Социалистического Труда (1971).

## Биография
Досрочно выполнила личные социалистические обязательства и производственные задания Восьмой пятилетки (1966—1970). 8 апреля 1971 года Указом Президиума Верховного Совета СССР удостоена звания Героя Социалистического Труда «за выдающиеся успехи, достигнутые в развитии сельскохозяйственного производства и выполнении пятилетнего плана продажи государству продуктов земледелия и животноводства» с вручением ордена Ленина и золотой медали Серп и Молот.